# Мікадо японський
Мікадо японський (Syrmaticus soemmerringii) — вид куроподібних птахів родини фазанових. Ендемік Японії.

## Назва
Вид soemmerringii названо на честь німецького анатома Самуеля Томаса Земмерінга (1755—1830).

## Поширення
Мешкає на пагорбах і гірських лісах островів Хонсю, Кюсю та Сікоку на висоті до 1800 метрів. Зазвичай, він обмежується листяними лісами з великою рослинністю. Однак птахи живуть і у хвойних лісах. Вони часто гніздяться на узліссях лук. У природі він зустрічається лише на південь від лінії Блекістона, і поширення цього виду спочатку цитувалося як доказ існування лінії. Інтродуковані популяції цього фазана були створені на Хоккайдо та острові Садо.

## Підвиди
- Syrmaticus soemmerringii ijimae (Dresser, 1902) — зустрічається на півдні та в центрі Кюсю;
- Syrmaticus soemmerringii intermedius (Kuroda, 1919) — зустрічається в регіонах Сікоку та Чугоку;
- Syrmaticus soemmerringii scintillans (Gould, 1866) — на півночі Хонсю, від регіону Кансай до префектури Аоморі;
- Syrmaticus soemmerringii soemmerringii (Temminck, 1830) — на північному і центральному Кюсю;
- Syrmaticus soemmerringii subrufus (Kuroda, 1919) — зустрічається в префектурах Ехіме, Коті та Ямагуті, а також на півостровах Босо, Ідзу та Кії.

## Опис
Довжина самця 85—140 см, з яких 45—100 см припадає на хвіст, вага 1000—1700 г. Самиця, набагато менша, має довжину 50—60 см, з яких 25—30 припадає на хвіст, вага 800—1100 г.
У самця голова червонувато-бура з боками, починаючи від основи потилиці, позбавлена пір'я та складається з сильно сосочкової червоно-червоної голої шкіри, що стає ще більш помітним у репродуктивний період. Шия і крила коричневі з чорними і золотисто-жовтими краями. Верхня частина тіла характеризується пір'ям із краями золотистого кольору, тоді як нижня частина темно-коричнева та чорна. Хвіст, відносно довгий, складається з 18 пір'їн з дуже темними центральними кермовими, широкими, не особливо загостреними та характеризується від 9 до 14 смуг. Ноги сильні і оснащені короткими, товстими шпорами на лапках.
Самиця не має ні переливів оперення самця, ні довгого хвоста. Ліврея, будучи загалом коричневою та густо плямистою, а також із темно-коричневими та чорними відтінками, є дуже схожою на середовище існування, де вона зазвичай живе; під очними кільцями є коротка біла смуга, яка, однак, не є основною характеристикою; крім того, у деяких самиць можуть бути ділянки оголеної шкіри з боків голови, хоча вони не такі великі, червоні та з сосочками, як у самців. Зазвичай шпори на плеснах відсутні або ледве помітні.

## Спосіб життя
Радіон складається з жолудів, горіхів і ягід, а також різних трав і їхнього насіння, листя, особливо папоротей, квітів, м'ясистих коренів і цибулин, до яких вони додають комах і іноді дрібних хребетних. Пошуки їжі змушують їх постійно блукати по землі, але в сутінках вони забираються на високі гілки великих рослин в надії врятуватися від численних ворогів.
Це тварини, які зазвичай живуть поодинці або невеликими сімейними групами, які зазвичай складаються з самиці та одноліток, які можуть залишатися разом протягом усієї зими. З настанням гарної погоди вони розходяться, створюючи пари, і в цей період самці стають надзвичайно територіальними та агресивними до можливих суперників, а також до інших тварин, навіть більших за них. Однак навіть самиці можуть демонструвати сильну нетерпимість до однорідних, які навіть випадково вторгаються на території самців. Гніздо, приховане в максимально ізольованих і тихих місцях, складається з неглибокої западини в землі, сформованої самицею своїм тілом і обробленої м'якими матеріалами, знайденими в безпосередній близькості. Зазвичай відкладає 6—12 яєць (в середньому 7—10), які висиджує самиця одна протягом 24—25 днів, а самець знаходиться поруч, щоб більш-менш свідомо стежити або ходити на своїй території.